# Parmenide (Platon)
Parmenide (sau Despre Idei) (în greacă veche Παρμενίδης) este un dialog scris de Platon, care face trecerea de la dialoguri de maturitate la dialoguri târzii, dialoguri de bătrânețe. Parmenide este unul din cele mai subtile dar și mai contradictorii dialoguri platonice. Dialogul are două părți.

## Cuprins
Prima parte
Dialogul tratează în prima parte posibliitatea existenței 'formelor în sine', iar partea a doua analizează consecințele presupunerii existenței 'Unului' sau ale existenței 'Pluralității'.
Prima parte a dialogului prezintă discutia care a avut loc între tanarul Socrate si Parmenides si Zenon.
Socrates, propune in dialog, teza platonică a existenței unor idei în sine a unor prototipuri modale exemplare din care rezultă cumva conceptele sau formele și proprietățile din lumea umană. 
Se analizează
- sensul scrierii lui Zenon si interpretarea aporiei lui ca privind pluralitatea din lumea sensibila, existenta formelor inteligibile separate de lucrurile care cad sub ele si separate de ele.
- separatiei formelor si dificultatile luate de participatia la forme. Si aici ca idei principale sunt accentuate ideile referitoare la existenta formelor in sine, dand seama de orice relaitate, de la cea mai universala si elevata la cea mai joasa; apoi dificultatea prima referitoare la participatia inteleasa tocmai ca participatie fie la intregul formei, fie la parti ale acesteia; a doua dificultate refritoare la incercarea de a concepe asemanarile participantilor la o forma cu forma insasi, obliga la admiterea unei forme noi, procesul generativ de forme continuand la infinit, unicitatea formei fiind pusa astfel sub semnul intrebarii. A treia aporie: existenta formelor in sine, separate de participantele la forme implica o raportare a formelor in sine, iar astfel o dedublare a relatiilor „ de la noi” prin relatii ale formelor, stiinta la randul ei este dedublata intr-o maniera care face din accesul la idei un apanaj al diversitatii, in timp ce cunoasterea realitatilor pamantene ajunge sa fie inaccesibila zeului. 
Această teorie 'idealizantă' a existenței unei lumi a 'formelor în sine' a fost discutată de Platon în multe din dialoguri, dar în Parmenide filozoful îi identifică contradicții logice și pare a se desprinde de ea.
Teoria formelor în sine presupunea că ar exista o semnificație, formă, proprietate exemplară și perfectă pentru câte o familie de concepte, obiecte, calități, din lumea umană, anume o formă în sine. Spre exemplu există 'frumosul în sine, binele în sine, mărimea în sine, micimea în sine, asemănarea în sine, persoana în sine, acțiunea în sine', etc.
La fiecare formă în sine participă mulțimea formelor umane similare din acea categorie modală. La 'mărimea în sine' participă toate cele mari, la 'micimea în sine' participă mulțimea entităților mici, la 'asemănarea în sine' participă asemănătoarele, la 'frumosul în sine' participă totalitatea entitatilor frumoase, la binele exemplar participă cele bune, și tot astfel.
În dialog apare întrebarea dacă prin participare la formele în sine am putea înțelege că doar o parte a 'formei în sine' aparține formei umane corespondente, sau dacă întreaga formă în sine se exprimă în fiecare exemplar uman care îi corespunde.
Răspunsul sugereaza că formele în sine intră numai parțial în formele corespondente umane, altfel ar exista o identitate între formele în sine și formele umane, fapt care le-ar face indiscernabile, ar dezvolta contradicții. De asemeni cele mari în sine, nu sunt separabile în trepte de intensitate fără contradicții. Spre exemplu dacă cele mari sunt mari pentru că posedă o parte a 'marelui în sine', rezultă că mărimea în sine este alcătuită din părți de 'mare în sine' mai mici decât marele unitar, iar ceva mare în sine este mare printr-o parte a marelui, mai mică decât marele. Asta ar însemna că marele în sine este el însuși caracterizabil prin părți mici în raport cu marele, și intrăm în opoziție cu premiza mărimii în sine al cărei atribut este numai 'marele'.
In profida numeroaselor aporii legate de existenta formelor, prin exersarea filosofica s-ar putea ajunge la acceptarea acestora. Exerceâiul filosofic îl constituie partea a doua a dialogului.
Partea a doua
În continuare se discută ipoteza existenței 'unului' și ce rezultă. Dacă unul poate intra și ocupa un loc în interiorul a ceva el atinge acel ceva care îl mărginește-cuprinde în diferite locuri, rezultă că unul are părți, pentru că se cuplează la altceva prin mai multe zone-părți.
Așadar unul nu poate fi în repaos, mărginit și înconjurat-cuprins în ceva, fără a deveni multiplicitate.
Fără părți unul nu este distinct, nu este cumva caracterizabil și rezultă că 'unul fără trăsături' nu ar putea exista.
Dacă unul nu poate fi în repaos el nu poate fi nici în mișcare, orice fel de mișcare implică schimbare iar 'unul' nu implică schimbare, așadar nici 'mișcarea' nu aparține 'unului'. 'Unul' nu posedă nici identitate cu sine, 'identic și unul', fiind diferit de numai 'unul'. Unul nu este nici în 'diferențiere de sine', din același motiv că 'unul și diferit', este altceva decât doar 'unul în sine'.
Urmând raționamentul Platonic 'unul' nu poate primi nici o determinare individuantă, pentru că orice determinare adăugată 'unului în sine' îl transformă în ceva diferit, ceva distinct de 'unul pur', unitate fără distinctivitate.
Fără determinări de tip loc-poziție, mișcare, identitate, diferență, etc, rezultă că unul 'nu există' și iată cum demonstrează Platon că unul în sine nu există, pentru că existând capătă proprietăți care îi neagă unicitatea.
Dar este cunoscut că pluralitatea însăși este compusă din constituienții 'unul', iar unul nefiind nici pluralitatea nu există.
Cam așa argumentează Platon imposibilitatea unității în sine unul și de asemenea imposibilitatea pluralității.
De asemenea se admite că formele divine, formele în sine, nu sunt în nici un fel în contact și interacțiune cu formele umane, de aici rezultând alte paradoxuri precum urmează:
Dacă există o 'știință în sine', numită și 'știința zeilor', această știință supremă este paradoxal valabilă numai în 'realitatea în sine', în lumea zeilor', nu și în realitatea umană cu care nu are și nu poate avea nici o legătură. Rezultă că dacă zeii au făcut lumea umană au făcut-o fără să știe cum, ei neavând acces la știința din lumea umană, știința și lumea imperfectă, necesar fără interferență cu lumea divină.
Menționăm că toate argumentele Platonice au vicii de procedură pe care nu le enumerăm pentru a nu complica excesiv super sumara prezentare a dialogului, dar invităm pe cei curioși să îl citească și să se delecteze cu ingeniozitatea intelectivă a construcției lui.